# Barbudo-de-pescoço-ferrugem
Barbudo-de-pescoço-ruivo ou barbudo-de-pescoço-ferrugem (nome científico: Malacoptila rufa) é uma espécie de ave buconídea. Classificado às vezes na ordem Galbuliformes ou na Piciformes.
Pode ser encontrada na Brasil, Bolívia e Peru. Os seus habitats naturais são: florestas de terras baixas úmidas tropicais ou subtropicais.
Outros nomes populares em língua portuguesa para a espécie são: joão-barbudo-de-pescoço-castanho e rapazinho-dos-velhos.

## Subespécies
São reconhecidas duas subespécies:
- Malacoptila rufa rufa (Spix, 1824) – ocorre ao sul do rio Amazonas desde o nordeste do Peru e leste da Bolívia até o Brasil, tendo como limite leste o rio Madeira e ao sul o estado de Mato Grosso.
- Malacoptila rufa brunnescens (Zimmer, 1931) – ocorre no Brasil ao sul do rio Amazonas e a leste do rio Madeira. Esta subespécie apresenta a porção superior da cabeça com coloração cinza mais escuro (mais preto nas pontas das penas) e muito mais estriado de branco. Os lores castanhos geralmente mais pálidos. O colar castanho apresenta sua região dorsal mais contrastante com o dorso da ave, que é indistintamente mais amarronzado e menos castanho. As penas coberteiras superiores da cauda e a cauda são marrons e menos acastanhadas. A faixa peitoral branca apresenta coloração mais claramente definida e bem delimitada por uma linha preta distinta. A mancha clara na base da mandíbula inferior é mais pardacenta e menos esbranquiçada que na subespécie nominal.